# Oreochrysum parryi
Oreochrysum es un género monotípico de plantas herbáceas, perteneciente a la familia Asteraceae. Su única especie Oreochrysum parryi, es originaria de Norteamérica.

## Descripción
Es una planta perenne con tallos a menudo de color púrpura. Hojas de 6-15 cm, a veces ligeramente suculentas. Los rayos florales de 6-10 mm, el disco de 7-9 mm. Tiene un número cromosomático de 2 n = 18. Floración julio-septiembre

## Distribución y hábitat
Se encuentra en las praderas secas y bordes de carreteras, pistas forestales, a menudo en el sotobosque de sombra parcial, a una altitud de 2400-3800 metros, en Arizona, Colorado, Nevada, Nuevo México, Utah, Wyoming en los Estados Unidos y en Chihuahua (México).

## Taxonomía
Oreochrysum parryi fue descrita por (A.Gray) Rydb. y publicado en Bulletin of the Torrey Botanical Club 33(3): 153. 1906.
Sinonimia
- Aster minor (A.Gray) Kuntze
- Haplopappus parryi A.Gray
- Haplopappus parryi var. minor A.Gray
- Solidago parryi (A.Gray) Greene[4]